# Parastemon versteeghii
Parastemon versteeghii là một loài thực vật có hoa trong họ Cám. Loài này được Merr. & L.M.Perry mô tả khoa học đầu tiên năm 1940.